# Alcázar de San Juan
Alcázar de San Juan – miasto w środkowej Hiszpanii, w regionie Kastylia-La Mancha, w północno-wschodniej części prowincji Ciudad Real.
Węzłowa stacja kolejowa Alcázar de San Juan skupiająca linie w kierunku Madrytu, Albacete oraz Manzanares. Rozwinięty przemysł taboru kolejowego.

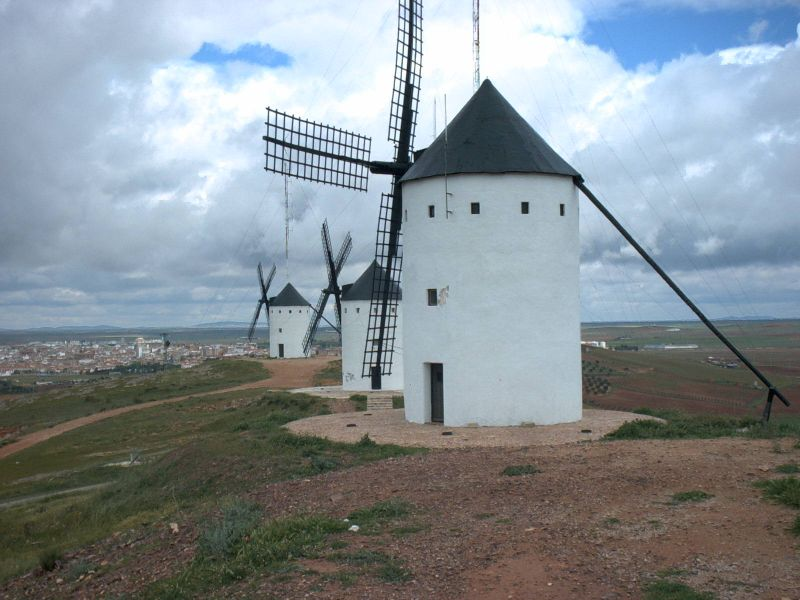
Typowe wiatraki w okolicach Alcázar de San Juan